# 중앙값 절대 편차
중앙값 절대 편차(median absolute deviation, 줄여서 MAD)는 평균 절대 편차(average absolute deviation)와 유사하지만 평균 대신 중앙값을 쓴다는 점이 다르다. 절대 편차(absolute deviation)의 일종이다.
구하는 공식은 아래와 같다.
{\displaystyle \operatorname {MAD} =\operatorname {median} \left(\ \left|X_{i}-\operatorname {median} (X)\right|\ \right),\,}
관측값에서 중앙값을 뺀 값들의 중앙값을 구한다.
유사한 용어로 회귀 분석에 쓰는 최소 절대 편차(least absolute deviation)가 있다.

## 같이 보기
- 평균 절대 편차